# كلية المجتمع

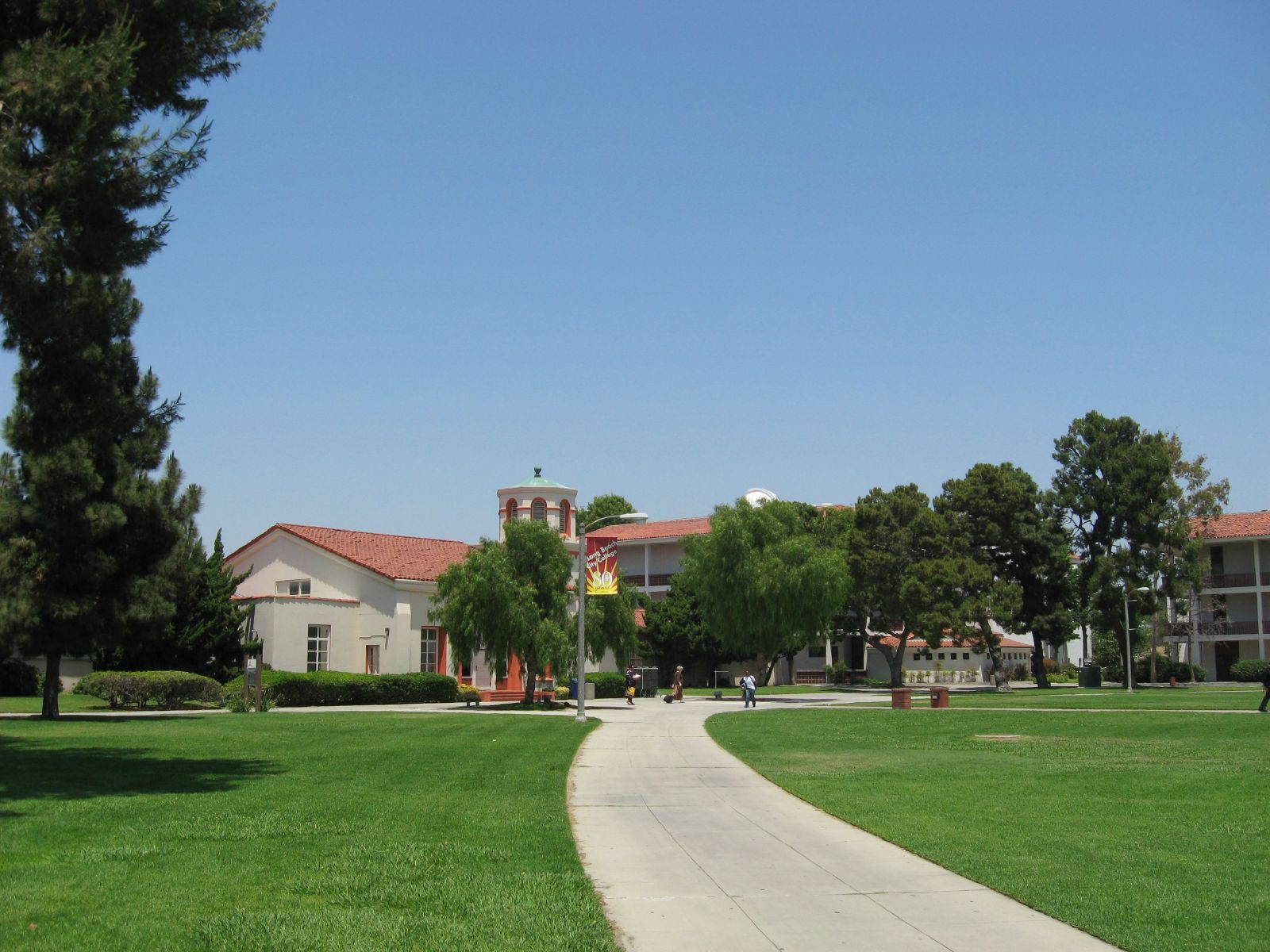
Long Beach City College

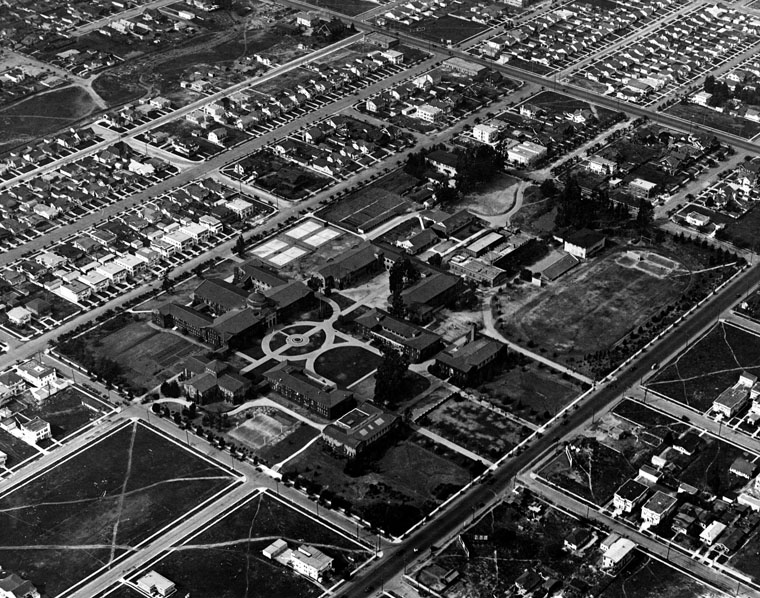
Los Angeles City College campus, c. in 1922

كلية المجتمع هي نوع من المؤسسات التعليمية. يمكن أن يكون للمصطلح معاني مختلفة في بلدان مختلفة: العديد من كليات المجتمع لديها «تسجيل مفتوح» للطلاب الذين تخرجوا من المدرسة الثانوية (المعروفة أيضًا باسم المدرسة الثانوية العليا). يشير المصطلح عادة إلى مؤسسة تعليمية عليا توفر تعليم القوى العاملة وبرامج أكاديمية للتحويل الجامعي. تحتفظ بعض المؤسسات بفرق رياضية وصالات نوم مشتركة مماثلة لنظيراتها الجامعية.

## في أستراليا
تواصل كليات المجتمع المضي قدما بتقليدها في تعليم الكبار والتي تم إنشائها في أستراليا حوالي منتصف القرن التاسع عشر عندما عقدت صفوف مسائية لمساعدة البالغين في تعزيز مهاراتهم المعرفيه في الكتابة والقراءة والحساب. في الوقت الحاضر تم تصميم دورات لتنمية الشخصية للفرد أو لنتائج وظيفية أو كلاهما معاً. ويغطي البرنامج التعليمي مجموعة متنوعة من المواضيع مثل الفنون واللغات والأعمال وأسلوب الحياة؛ ويتم عادة اجراءها في المساء أو في عطلات نهاية الاسبوع وذلك لتتناسب مع الأشخاص الذين يعملون ساعات عمل كاملة. وقد يتم تمويل كليات المجتمع من قبل المنح الحكومية أو رسوم الدورات الدراسية؛ ومعظم كليات المجتمع منظمات غير ربحية. وهناك كليات مجتمع موجودة في المواقع الحضرية والإقليمية والريفية من أستراليا.
التعلم الذي تقدمه كليات المجتمع تغير على مر السنين ففي الثمانينات العديد من الكليات ادركت حاجة المجتمع للتدريب على الحاسوب ومنذ ذلك الوقت تم تدريب الآلاف من الناس من خلال دورات في تقنية المعلومات. قبل أواخر القرن العشرين أمعظم الكليات صبحت أيضا «مسجلة في منظمات تدريبيه»؛ وإدراك الحاجة لتربية الأفراد في بيئة تعليمية غير تقليدية لاكتساب مهارات تهيئهم بشكل أفضل  لمكان العمل وفرص العمل المتاحة. ففي كليات المجتمع لا يتم عرض مؤهلات كالدرجات الجامعية والدرجات العليا بالرغم من أن بعض كليات المجتمع تقدم شهادة دورات إلى اربع شهادات.

## في ماليزيا
كليات المجتمع في ماليزيا عبارة عن شبكة مؤسسات تعليمية يتم من خلالها تامين تدريب للمهارات المهنية والتقنية لجميع المستويات لخريجي المدارس قبل دخولهم بسوق العمل. كما توفر كليات المجتمع البنية التحتية للمجتمعات الريفية لاكتساب مهارات التدريب من خلال دورات تدريبية قصيرة وفرص للحصول على تعليم ما بعد الثانوي.
في هذه اللحظة، معظم كليات المجتمع تمنح المؤهلات حتى المستوى 3 في إطار المؤهلات الماليزية، (شهادة 3) في كل من قطاع المهارات (ماليزيا كيماهيران سيل أو شهادة المهارات الماليزية) وقطاع التدريب المهني والتدريب، ولكن عدد كليات المجتمع التي تمنح مستوى 4 من المؤهلات (دبلوم) بدأت تتزايد. وهذا اقل بمستويين من درجة البكالوريوس (المستوى 6 في إطار المؤهلات الماليزية) والطلاب الذين يعتزمون مواصلة دراستهم لهذا المستوى داخل النظام عادة ما يسعون لدخول برنامج دبلوم متقدم  في جامعات عامة أو معاهد الفنون التطبيقية أو المعتمدين لدى مقدمي الخدمات الخاصة.

## وصلات خارجية
- أستراليا كليات المجتمع